# Hellénisme
Cet article concerne la culture de la Grèce antique et son étude. Pour une religion polythéiste actuelle, voir Hellénisme (religion).
Ne doit pas être confondu avec Helvétisme.
Hellénisme, en français, est un mot polysémique, qui désigne des notions différentes selon les domaines, en particulier ceux de l'histoire et de la linguistique. Dans le premier domaine, le mot renvoie à l'ensemble de la civilisation de la Grèce antique et aussi à son extension à des régions non grecques. Dans le deuxième, on entend par hellénisme une tournure spécifique à la langue grecque ou un mot d’origine grecque dans une autre langue.
Associés à ce substantif, on trouve le verbe helléniser (et son substantif hellénisation) ainsi que le substantif helléniste. Le verbe et son dérivé véhiculent l'idée de transmission ou d'adoption de la culture et de la civilisation de la Grèce antique,. Quant à l'helléniste, il s'agit d'une personne qui connaît la langue grecque (ancienne ou moderne) et qui s'occupe de philologie et de littérature grecque,. On trouve encore le terme hellénisant, substantif qui s'applique à un savant dont le champ d'études est un aspect de la Grèce, en particulier de la Grèce antique.

## Étymologie
En français, hellénisme apparaît à la fin du XVIe siècle. Il est créé à partir du mot en grec ancien ἐλλενισμός / hellênísmos / signifiant « 1. emploi correct de la langue grecque / 2. imitation de la langue grecque ou des mœurs grecques / 3. mœurs ou religion des Grecs ». Il est employé au sens de « tour emprunté au grec » (1704), puis de « inclination pour la civilisation grecque » (1829).
En histoire, il est introduit par l'historien Johann Gustav Droysen dans Geschichte des Hellenismus vers le milieu du XIXe siècle qui l'utilise comme un concept politique. Le terme « hellénistique », inspiré par le verbe grec ἑλληνίζω / hellēnídzō : « parler en grec, helléniser », a été créé par l’historien allemand Johann Gustav Droysen dans Geschichte des Hellenismus (1836 et 1843) pour définir cet espace-temps où le grec devint une langue de communication et un vecteur d’influence culturelle.

## Délimitation temporelle
Si l'on considère l'aspect politique de l'hellénisme, la période à laquelle s'applique cette notion n'est pas très claire: on ne sait trop si elle commence avec l'accession au trône d'Alexandre le Grand en 336 av. J.-C., ou avec sa mort (323 av. J.-C.). La fin n'est pas plus précise: est-ce la bataille d'Actium en 31 av. J.-C. ou la mort d'Auguste (14 apr. J.-C.) ? En revanche, il semble acquis que la victoire de Philippe II, le père d'Alexandre, à Chéronée en 338 av. J.-C. ainsi que les conquêtes d'Alexandre marquent un tournant dans l'histoire politique de la Grèce antique.

## Domaines
En 1932 déjà, l'historien Henri Peyre relevait que le concept d'hellénisme est une notion vague.
En histoire, hellénisme renvoie à l’ensemble de la civilisation grecque ancienne. Il peut aussi désigner plus spécifiquement la religion grecque antique. Le terme hellénisation renvoie quant à lui à la diffusion et à l'adoption d'éléments de la culture grecque, particulièrement à la période antique, dans l'Empire romain par exemple.
En linguistique, un hellénisme est une tournure spécifique à la langue grecque ou d’origine grecque dans une autre langue ;
Dans le domaine de l'éducation classique, le terme renvoie à l’« inclination pour la civilisation grecque » (Boiste), l’étude de la langue grecque et celle de la culture de la Grèce antique, par des lettrés ou des historiens et historiennes tels que Guillaume Budé (1468-1540), Érasme (1469?-1536), Jean Dorat (1508-1588), Pierre de Fermat (1601-1665), Josué Barnes (1654-1712), Giacomo Lamberti (1758-1815), André Chénier (1762-1794), Johann Gustav Droysen (1808-1884), Émile Egger (1813-1885), Alexis Pierron (1814-1878), Anatole Bailly (1833-1911), Éloi Ragon (1853-1908), Victor Magnien (1879-1952), Victor Fontoynont (1880-1958), André Bonnard (1888-1959), Jean-Pierre Vernant (1914-2007), Nicole Loraux (1943-2003), Jacqueline de Romilly (1913-2010) ou Pauline Schmitt-Pantel (né 1947) pour n’en citer qu'eux.

## Précision
Quels que soient les liens entre ces trois domaines, il ne faut pas confondre « hellénisme » avec hellénique (qui relève du monde grec) ou avec hellénistique, qui qualifie une période — de la conquête macédonienne jusqu’à Cléopâtre et à la conquête romaine de la Grèce — et un espace — les territoires de l’empire d’Alexandre le Grand, avec des pôles de diffusion de la culture hellénique comme Alexandrie, Antioche, Pergame ou Bactres.

## Autres utilisations
L’expression « hellénisme » est aussi parfois utilisée au sujet de :
- divers aspects de la civilisation humaine présentés comme des « inventions des Grecs » (démocratie, politique, science, histoire ou philosophie)[10] ;
- racines grecques des dénominations de la classification scientifique (noms d’éléments chimiques, de minéraux, d’espèces biologiques)[11] ;
- la civilisation byzantine[12] ;
- la construction identitaire de la Grèce moderne à partir des années 1820[13] ;
- la « Grande Idée », idéologie politique moderne[14] ;
- la religion néo-hellénique moderne[15] ;
- la diaspora grecque moderne[16].

### Ouvrages
- Christophe Corbier, « Contribution à une histoire du concept d’hellénisme de Chateaubriand à Théodore Reinach », Cahiers balkaniques, no 47,‎ 2020, p. 225-257 (lire en ligne)
- François Lefèvre, Histoire du monde grec antique, Paris, Livre de Poche, coll. « Références », 2007, 632 p. (ISBN 978-2-253-11373-7), p. 357-480
- (en) Peter Thonemann, The Hellenistic Age. A Very Short Introduction, Oxford, Oxford University Press, 2018, 152 p. (ISBN 978-0-198-74604-1)

### Articles
- Michel Bruneau, « L’Hellénisme. Un paradoxe ethno-géographique de la longue durée », Géographie et cultures, no 2,‎ 1992, p. 1-25 (lire en ligne)
- Michel Bruneau, « Hellénisme, Hellinismos : nation sans territoire ou idéologie ? », Géocarrefour, vol. 77, no 4 « La Grèce aujourd'hui »,‎ 2002, p. 319-328 (lire en ligne)
- Louis Robert, « De Delphes à l'Oxus, inscriptions grecques nouvelles de la Bactriane », Comptes rendus des séances de l'Académie des Inscriptions et Belles-Lettres, vol. 112, no 3,‎ 1968, p. 416-457 (lire en ligne)